# Tatsuru Mukōjima
Tatsuru Mukōjima (向島 建 Mukōjima Tatsuru?,  nacido el 9 de enero de 1966 en Shizuoka) es un exfutbolista japonés. Jugaba de delantero y su último club fue el Kawasaki Frontale de la J1 League. Actualmente se desempeña como jefe de scouting del Kawasaki Frontale.

## Trayectoria

### Clubes
| Club              | País  | Año         |
| ----------------- | ----- | ----------- |
| Toshiba           | Japón | 1988 - 1992 |
| Shimizu S-Pulse   | Japón | 1992 - 1996 |
| Kawasaki Frontale | Japón | 1997 - 2001 |

## Palmarés

### Títulos nacionales
| Título         | Club              | País  | Año  |
| -------------- | ----------------- | ----- | ---- |
| Copa J. League | Shimizu S-Pulse   | Japón | 1996 |
| J2 League      | Kawasaki Frontale | Japón | 1999 |